# The Basketball Diaries (filme)
The Basketball Diaries (prt: Grito de Revolta; bra: Diário de um Adolescente) é um filme estadunidense de 1995, do gênero drama biográfico, dirigido por Scott Kalvert, com roteiro de Bryan Goluboff baseado no livro autobiográfico The Basketball Diaries: Age 12-15, do escritor, músico e poeta Jim Carroll.

## Sinopse
Jim Carrol (Leonardo DiCaprio) é um jogador de basquete do ensino médio. Sua vida é focada unicamente no esporte e seu sonho é ser uma grande estrela. Uma de suas funções é conseguir drogas para ele e seus amigos. Jim cai no mundo obscuro das drogas e se mete em uma série de crimes.

## Elenco
- Leonardo DiCaprio.... Jim Carroll
- Lorraine Bracco.... Mãe de Jim
- James Madio.... Pedro
- Patrick McGaw.... Neutron
- Mark Wahlberg.... Mickey
- Roy Cooper.... Padre McNulty
- Bruno Kirby.... Swifty
- Jimmy Papiris.... Iggy
- Nick Gaetani.... Árbitro
- Alexander Gabeman.... Bobo
- Ben Jorgensen.... Tommy
- Juliette Lewis.... Diane Moody
- Michael Imperioli.... Bobby
- Ernie Hudson.... Reggie
- Marilyn Sokol

## Recepção
No consenso do agregador de críticas Rotten Tomatoes diz que, "apesar dos esforços heróicos de seu jovem protagonista para manter tudo junto, uma mensagem confusa impede que The Basketball Diaries seja convincente como um conto de advertência." Na pontuação onde a equipe do site categoriza as opiniões da grande mídia e da mídia independente apenas como positivas ou negativas, o filme tem um índice de aprovação de 47% calculado com base em 43 comentários dos críticos. Por comparação, com as mesmas opiniões sendo calculadas usando uma média aritmética ponderada, a nota alcançada é 5,3/10.
Em outro agregador, o Metacritic, que calcula as notas das opiniões usando somente uma média aritmética ponderada de determinados veículos de comunicação em maior parte da grande mídia, tem uma pontuação de 46/100, alcançada com base em 19 avaliações da imprensa anexadas no site, com a indicação de "revisões mistas ou neutras".